# جون كورنويل
جون كورنويل (بالإنجليزية: John Cornwell)‏ هو لاعب كرة قدم بريطاني، ولد في 13 أكتوبر 1964 في بيثنال غرين في المملكة المتحدة. لعب مع سويندون تاون وكارديف سيتي ونادي برينتفورد ونادي ساوثيند يونايتد ونادي ليتون أورينت ونادي نورثامبتون تاون ونيوكاسل يونايتد.